# Strada statale 698 del Porto di Civitavecchia
La strada statale 698 del Porto di Civitavecchia (SS 698), già nuova strada ANAS 248 del Porto di Civitavecchia (NSA 248), è una strada statale italiana, di servizio al traffico diretto da e verso il porto di Civitavecchia.

## Percorso
Ha origine nella zona portuale di Civitavecchia, presentandosi come una strada a carreggiata unica ed una corsia per senso di marcia. Dopo poche centinaia di metri la strada si divide in due carreggiate ed inizia un viadotto che, curvando verso destra, permette di superare la strada statale 1 Via Aurelia e la linea ferroviaria Tirrenica. La strada prosegue quindi in direzione nord, presentando uno svincolo per raggiungere la zona industriale di Civitavecchia e la Borgata Aurelia.
La strada si innesta infine sulla strada statale 1 Via Aurelia nei pressi di Pantano, vicino all'innesto della A12 Roma-Tarquinia.
La strada è parte integrante del corridoio Civitavecchia-Orte-Mestre, costituita dalle strade già in esercizio strada statale 675 Umbro-Laziale e strada statale 3 bis Tiberina.
Provvisoriamente definita nuova strada ANAS 248 del Porto di Civitavecchia (NSA 248), ha da subito visto il chilometraggio partire da 0,900. La classificazione attuale è invece del 2011 col seguente itinerario: "Porto di Civitavecchia - Innesto con la S.S. n. 1 presso la località Pantano".

### Tabella percorso
| del Porto di Civitavecchia |                                                    |     |           |                |
| Tipo                       | Indicazione                                        | km  | Provincia | Strada europea |
|                            | Porto di Civitavecchia Civitavecchia - Via Aurelia | 0,0 | RM        |                |
|                            | Borgata Aurelia Zona industriale                   | 3,9 | RM        |                |
|                            | Via Aurelia Tarquinia - Roma-Tarquinia             | 8,1 | RM        |                |